# ビヴァリー・リン
ビヴァリー・リン（Beverly Lynne、 1973年10月31日 - ）は、アメリカ合衆国ペンシルベニア州出身の女優で、主にエロティックな映画で活躍している。

## 経歴
PerkasieにあるPennridge High Schoolに通った後、大学に進学し、1998年から2000年までNFLのフィラデルフィア・イーグルスでチアリーダーを務めた。大学在学中には、PLAYBOYの「Book of Lingerie」（1997年3月・4月、1999年3月・4月）に登場し、チアリーダーチームの水着カレンダーの表紙にも写真が掲載された。その後、彼女はロサンゼルスに行き、女優として映画業界に飛び込んだ。2001年に『The Zombie Chronicles』で女優としてのキャリアをスタートさせ、すぐに『Holy Terror』、『Terror Tunes』、『マッドTV!』、そしていくつかのCMに出演した。
Playboy TVの『Personals 2: CasualSex.com』で主役のオファーを受けてからは、Cinemax、HBO、Showtimeなどの深夜帯に放送されるエロティック映画に出演するようになった。このジャンルでの様々な役柄から、彼女は「Queen of Late Nite（深夜の女王）」と呼ばれるようになった。また、シネマックスのテレビ番組『Hollywood Sexcapades』では、夫と一緒に出演している。 その他、『7 Lives Xposed』ではベス役、『Black Tie Nights』ではキャンディ役、2007年の「here!」オリジナルシリーズ『The Lair』ではローラ役でレギュラー出演している。
2007年には、夫と共同で、自身のビジネス「BackUp Plan Productions」を立ち上げ、映画『アメリカンスパイ 〜ビキニより愛をこめて〜』に登場する同名のキャラクターをモチーフにしたウェブ番組『Tanya X』を制作した。一方、この番組はShowtimeで放送された。同社が初めて公開した映画は、2011年のPollyGrind Film Festivalで上映された『The Atonement of Janis Drake』であった。

## 出演作品
- レディ・スクワッド
- ヴァンパイア・ストリッパーズ
- スパイレディ・ロワイヤル
- 何も着ていない悪魔
- ホテル・エロチカ
- 制服人形
- スパイレディ・ポーカー
- アメリカンスパイ 〜ビキニより愛をこめて〜 The Girl from B.I.K.I.N.I. 2007年
- The 7th　ザ・セブンス
- ポールダンス・ナイト／美人双子の身代り生活
- プリズン・エンジェルズ
- エマニエル　-背徳の罠-
- エマニエル　-禁断の欲望-
- エマニエル　-魔性の館-
- スキャンダル／秘蜜の香り
- ハニーメイド
- スワッピング　～偶然の恋人たち～
- バイオ・アマゾネス２　オオカミ姉妹
- ロリータ２００４
- レッスン・イン・ラブ　ファインダー越しの情事
- パーソナル　カジュアルセックス・ドット・コム
- ビニール・ドールズ　ロックに懸けた性春
- パーフェクト・リーガル　背徳の法廷
- デンジャラス・インビテーション　色情的な彼女
- セクシー・スピード　ワイルド・セックス・ドライブ
- デス・クローン
- バイオ・アマゾネス